# Harald Strøm
Harald Aleksander Strøm (Horten, 14 ottobre 1897 – Horten, 25 dicembre 1977) è stato un pattinatore di velocità su ghiaccio e calciatore norvegese, di ruolo attaccante.

## Carriera
È stato portabandiera per la Norvegia ai I Giochi olimpici invernali di Chamonix.

### Pattinaggio di velocità su ghiaccio
Strøm vinse una medaglia d'oro e una d'argento al mondiale di categoria (1922 e 1923) e una medaglia d'argento al campionato europeo (1923).

### Calcio

#### Club
Strøm vestì la maglia dello Ørn. Con questa maglia, vinse due edizioni della Norgesmesterskapet: 1916 e 1927.

#### Nazionale
Conta 16 presenze e 5 reti per la Norvegia. Esordì il 6 ottobre 1918, nella sconfitta per 4-0 contro la Danimarca. Il 19 giugno 1921, segnò la prima rete: fu autore di un gol nel 3-1 inflitto alla Svezia.

## Palmarès

### Club

#### Competizioni nazionali
- Coppa di Norvegia: 2

Ørn: 1916, 1927